# 杨思玄
杨思玄（?—?），唐朝官员，杨雄之孙，杨縯之子，杨恭仁、杨师道的侄子。
杨思玄在唐高宗时为吏部侍郎、国子祭酒。杨思玄倨贵，对被选的官员不以礼相待，郎餘慶弹劾免其官职。根据嚴耕望《唐仆尚丞郎表》考证，杨思玄在龙朔二年（662年）五月十五癸卯，担任司列少常伯（吏部侍郎）。中書令許敬宗说：「必知楊吏部之敗。」有人問何出此言，許敬宗说：「一彪一狼，共著一羊，不敗何待！」其弟杨思敬，官至礼部尚书、駙馬都尉。